# Василько, Василий Степанович
Васи́лий Степа́нович Васи́лько (укр. Василько Василь Степанович; настоящая фамилия — Миляев; 1893—1972) — украинский, советский театральный актёр, режиссёр, педагог, историк и теоретик сценического искусства,  народный артист СССР (04.01.1944).

## Биография
Василий Василько родился 26 марта (7 апреля) 1893 года в селе Бурты Вязовской волости Черкасского уезда Киевской губернии (ныне — Звенигородского района, Черкасская область, Украина) в семье Степана Платоновича Миляева, в ту пору главного бухгалтера в имении помещика Ханенко. Всего в семье было пятеро детей.
С 1904 года учился во 2-й Киевской гимназии. С юношеских лет увлекался театром, участвовал в любительских спектаклях. Учась в старших классах, гимназист Миляев начал работать в театре М. К. Садовского, где принимал участие в народных сценах в «Наталке Полтавке», «Цыганке Азе», «Вие» и других. Впервые на профессиональной сцене  выступил в украинской труппе Садовского в Киеве в 1912 году (роль Тымоши — «Сватанье на Гончаривци» Г. Ф. Квитки-Основьяненко).

В 1913—1916 годах учился на филологическом факультете Киевского университета, продолжая выступления в театре. В 1915—1916 годах работал в Товариществе украинских актёров под руководством И. А. Марьяненко.
Работал в театрах различных городов Украины, таких как: «Молодой театр» (1918—1919), Первый театр УСР им. Т. Шевченко (1919—1920), в труппе передвижного театра «Кийдрамте» под руководством Л. Курбаса (1920—1921), с которой в 1922 году вошёл в созданный театр «Березиль» (с 1935 — Харьковский украинский драматический театр имени Шевченко) (1922—1925) (все в Киеве), Харьковский Краснозаводской рабочий украинский театр (1928—1933), затем — Сталинский украинский драматический театр (1933—1938), Черновицкий украинский музыкально-драматический театр (с 1954 — имени О. Ю. Кобылянской) (1943—1948, художественный руководитель и директор театра).
С 1920 года начал режиссёрскую деятельность. В 1922—1926 годах учился в режиссёрской лаборатории театра «Березиль» в Киеве.
В 1926 году переехал в Одессу. В периоды 1926—1928 гг. — главный режиссёр театра украинской Госдрамы в Одессе, 1939—1941 годов — режиссёр, художественный руководитель  Одесского Театр Революции , в 1948—1956 годах — главный режиссёр  Одесского украинского музыкально-драматического театра им. Октябрьской революции.
С 1919 года он выступил также как театральный педагог. С 1929 года преподавал в Харьковскм музыкально-драматическом институте (ныне Харьковский национальный университет искусств имени И. П. Котляревского).  Организатор ряда театральных студий: при театре украинской Госдрамы в Одессе (1926—1927), при театре в Сталино (1933—1938) и др. Среди учеников — В. Галицкий, В. Добровольский, В. Довбищенко, Б. Оселедчик, Е. Пономаренко.
В 1942—1943 годах подготовил концертные программы «На Вкраїні милій», «І вражою злою кров’ю волю окропіте».
Автор многих инсценировок произведений классичесской и современной литературы.
Автор статей по театру, исследований по истории и теории сценического искусства, пьес.
Руководитель специальной музейной комиссии по созданию в 1923 году Театрального музея при Художественном объединении «Березиль», возглавляемого Л. Курбасом (ныне Государственный музей театрального, музыкального и киноискусства Украины) в Киеве.
С 1956 года находился на пенсии. Жил в Одессе. В 1961 — 1963 роках преподавал в Одесском театрально-художественном училище.
Умер 18 марта 1972 года в Одессе. Похоронен на 2-м Христианском кладбище.

## Награды и звания
- Орден Трудового Красного Знамени (1951)
- Медаль «За доблестный труд в Великой Отечественной войне 1941—1945 гг.»
- Заслуженный артист Украинской ССР (1933)
- Народный артист Украинской ССР (1940)
- Народный артист СССР (1944)

## Творчество

### Роли в театре
- 1912 — «Сватанье на Гончаривци» Г. Ф. Квитки-Основьяненко — Тымош (Театр Садовского)
- 1912 — «Назар Стодоля» Т. Г. Шевченко — козак (Театр Садовского)
- 1919 — «Еретик» («Иван Гусь») по поэме Т. Г. Шевченко — ксёндз («Молодой театр»)
- 1920 — «Гайдамаки» по поэме Т. Г. Шевченко — кобзарь и полковник конфедератов (Первый театр УСР им. Т. Шевченко)
- 1934 — «Ревизор» Н. В. Гоголя — Городничий, Осип
- «Шельменко-денщик» Г. Ф. Квитки-Основьяненко — Шпак и Шельменко
- «Женитьба» Н. В. Гоголя — Яичница
- «Платон Кречет» А. Е. Корнейчука — Бублик
- «Фронт» А. Е. Корнейчука — Остапенко
- «Житейское море» И. К. Карпенко-Карого — Усай
- «Русские люди» К. М. Симонова — Глоба
- «Суета» И. К. Карпенко-Карого — Тарас Гупаленко

### Постановки
- 1926 — «За двумя зайцами» М. П. Старицкого
- 1926 — «Конец Криворыльска» Б. С. Ромашова
- 1927 — «Республика на колёсах» Я. А. Мамонтова
- 1927 — «97» Н. Г. Кулиша
- 1927 — «Яблоневый плен» И. Днепровского
- 1927 — «Мятеж» по Д. А. Фурманову
- 1927 — «Любовь Яровая» К. А. Тренёва
- 1927, 1961 — «Гайдамаки» по поэме Т. Г. Шевченко
- 1929 — «Диктатура» И. К. Микитенко
- 1929 — «Еретик» («Иван Гусь») по поэме Т. Г. Шевченко
- 1930 — «Ведьма» по поэме Т. Г. Шевченко
- 1931 — «Страх» А. Н. Афиногенова
- 1934 — «Ревизор» Н. В. Гоголя
- 1937 — «Васса Железнова» М. Горького
- 1937 — «Правда» А. Е. Корнейчука
- 1938 — «Макбет» У. Шекспира
- 1939 — «Судьба поэта» С. Е. Голованивского
- 1939 — «Богдан Хмельницкий» А. Е. Корнейчука
- 1941 — «Виндзорские кумушки» У. Шекспира
- 1947 — «Земля» О. Ю. Кобылянской (Черновцы)
- 1950 — «Калиновая роща» А. Е. Корнейчука
- 1955 — «Наймычка» И. К. Карпенко-Карого
- 1956 — «В воскресенье поутру зелье собирала» О. Ю. Кобылянской
- 1962 — «Угрюм-река» по В. Я. Шишкову
- 1965 — «Одна девушка и тысяча влюбленных» по К. Чандару
- 1969 — «Тени забытых предков» по М. М. Коцюбинскому
- «Талан»(«Судьба») М. П. Старицкого
- «Кто смеется последним» К. Крапивы
- «Платон Кречет» А. Е. Корнейчука
- «За тех, кто в море» Б. А. Лавренёва
- «Безталанна» («Обездоленная») И. К. Карпенко-Карого
- «Шельменко-денщик» Г. Ф. Квитки-Основьяненко

### Инсценировки
- Повесть «Земля» О. Ю. Кобылянской
- Поэмы «Еретик» («Иван Гусь») и «Ведьма» Т. Г. Шевченко
- Поэма «Энеида» И. П. Котляревского
- Повесть «Черевички» Н. В. Гоголя и др.

### Сочинения
- «Линицкая Любовь Павловна» (1957)
- «В. Ф. Левицкий» (1958)
- «Николай Садовский и его театр» (1962)
- «Фрагменты режиссуры» (1967)
- «Театру отдана жизнь» (автобиографическая, издана после смерти автора) (1984).
- «Инсценизации» (1987)
- «В Молодом театре» (1991).

### Семья
- Первая жена — Любовь Михайловна Гаккебуш (1888—1947), актриса. Народная артистка Украинской ССР (1943)
- Вторая жена — Юлия Николаевна Розумовская, актриса, балетмейстер.

## Память
- С 1995 года Одесский академический украинский музыкально-драматический театр носит имя режиссёра[1].
- На фасаде театра установлена мемориальная доска, свидетельствующая о том, что в этом театре работал В. Василько.
- В театральном музее хранится множество экспонатов: афиши, программки, фотографии, книги, рисунки, письма, кресло В. Василько.
- В 1993 году в Одессе, по инициативе театра был проведён Фестиваль «Классика на сцене», посвященный 100-летию со дня рождения В. Василько.
- Памятная доска установлена также в Одессе на фасаде дома по улице Короленко 10, где жил режиссёр (в двух кварталах от его театрального Дома).
- В 1993 году в Черновцах на фасаде дома по улице И. Котляревского 9, где жил режиссёр, установлена мемориальная доска.
- На могиле В. Василько сооружён памятник (1973, скульптор М. Степанов).